# Мальгин, Андрей Витальевич
Андре́й Вита́льевич Мальги́н (род. 11 июня 1965, Симферополь) — украинский и российский историк, краевед, редактор, геральдист. Кандидат филологических наук. Специализируется по истории Крыма, проблемам регионализма и федерализма.
Генеральный директор Центрального музея Тавриды. Председатель Комиссии по вопросам культуры и межнациональных отношений Общественной палаты Республики Крым, Совета Отделения Российского исторического общества в Республике Крым и Геральдической комиссии Республики Крым.

## Биография
В 1987 году окончил Симферопольский государственный университет им. М. В. Фрунзе по специальности «историк, преподаватель истории».
С 1990 года — старший научный сотрудник Крымского краеведческого музея. С 1992 по 1996 годы — заведующий отделом истории Крымского республиканского краеведческого музея. С 2000 года — генеральный директор Крымского республиканского учреждения «Центральный музей Тавриды». Являлся старшим преподавателем кафедры политических наук и международных отношений философского факультета ТНУ имени В. И. Вернадского. Избран председателем созданной 30 октября 2019 года Геральдической комиссии Республики Крым.
В 1997—2000 годах — редактор журнала «Новый Крым. Курорты и туризм». Публиковался в таких научных журналах как «Отечественная история» (с 2009 — «Российская история»), «Диаспоры», «Nationalities Papers», «Отечественные записки», «Этнографическое обозрение», «История и современность», «Россия в глобальной политике», «Тетради по консерватизму» и др.
Член редакционной коллегии и один из авторов двухтомной коллективной монографии «История Крыма», изданной Российским историческим обществом и Институтом российской истории РАН в 2019 году.
В феврале 2014 года стал одним из подписантов письма пятнадцати.

## Санкции
8 июня 2023 года Мальгин был включён в санкционный список Канады против лиц связанных с кражей Россией украинских культурных ценностей и способствующих уничтожению культурных объектов и украинской культуры.

## Награды
- Премия победителям конкурса — авторам проектов Государственного флага и Государственного герба Республики Крым (1992)[8]
- Премия Автономной Республики Крым (1998)
- Премия Совета министров Автономной Республики Крым за 1999 год (2000) — за монографию «Крымские репатрианты: депортация, возвращение и обустройство»[9]
- Благодарность Министерства культуры Автономной Республики Крым (2003)
- Премия Автономной Республики Крым за 2003 год (2004) — за фотопутеводитель «Музеи Крыма»[10]
- Благодарность Министерства культуры и искусств Автономной Республики Крым (2007)
- Почётная грамота Президиума Верховной Рады Автономной Республики Крым (2010)[11]
- Заслуженный работник культуры Автономной Республики Крым (2011)
- Медаль Республики Крым «За доблестный труд» (2021)[12]
- Медаль «За освобождение Крыма и Севастополя» (17 марта 2014) — за личный вклад в дело по возвращению Крыма в Россию[13]